# حکیم اودوفین
حکیم اودوفین (انگلیسی: Hakeem Odoffin؛ زادهٔ ۱۳ آوریل ۱۹۹۸ بازیکن فوتبال اهل بریتانیا است.
از باشگاه‌هایی که در آن بازی کرده‌است می‌توان به باشگاه فوتبال زیر ۲۳ سال و آکادمی تاتنهام هاتسپر، باشگاه فوتبال نورث‌همپتون تاون، باشگاه فوتبال ولورهمپتون واندررز، باشگاه فوتبال بارنت، و باشگاه فوتبال ایستلی اشاره کرد.